# 夜視鏡

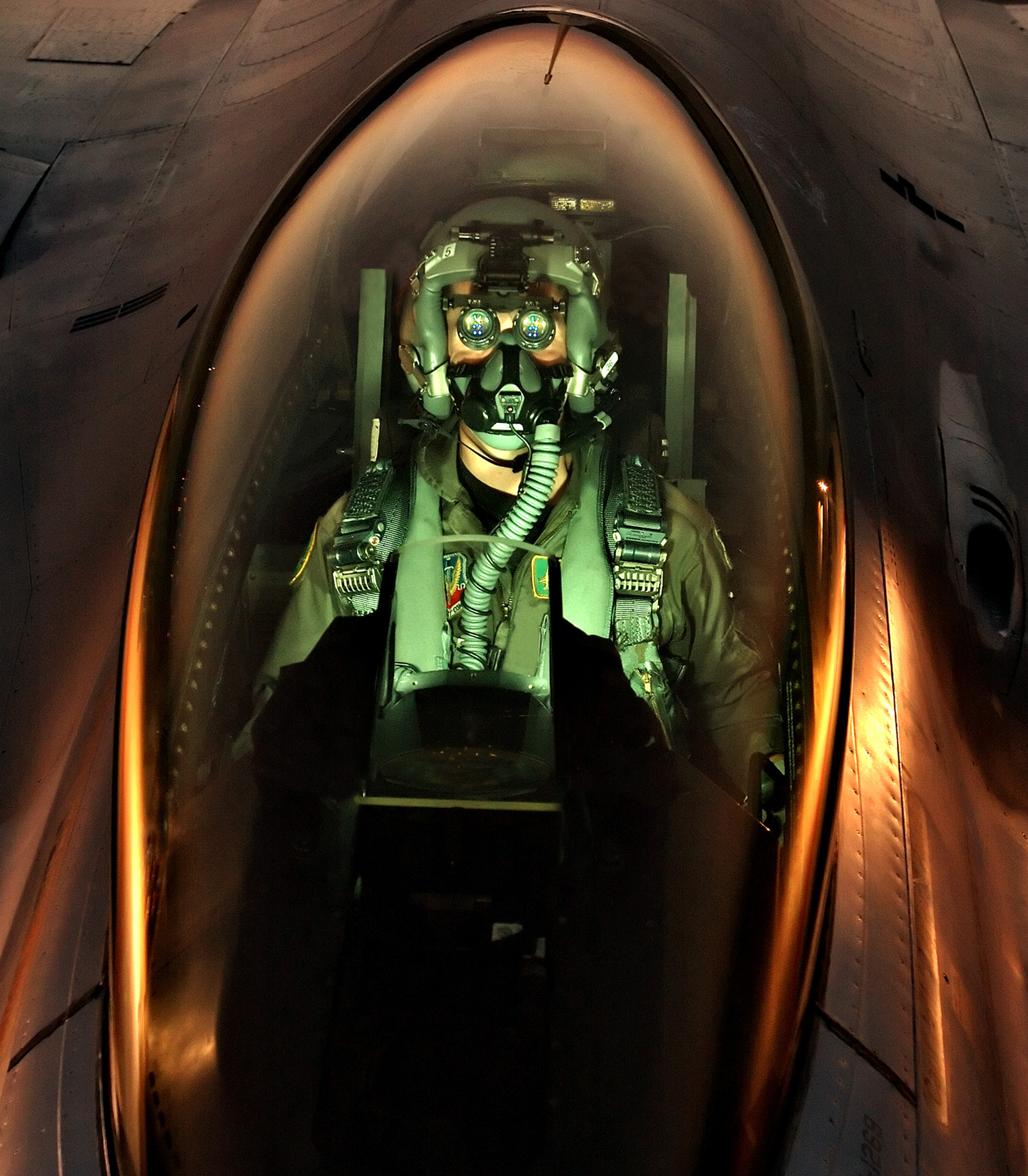
佛蒙特州空軍國民警衛隊所用F-16的駕駛艙，機員配有夜視鏡以備觀察領空的客機或飛行物體

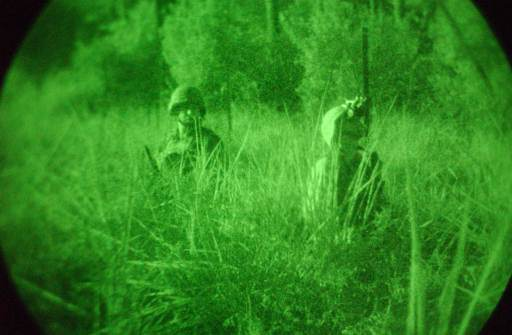
使用夜視鏡時看到的影像

夜视仪（英語：Night Vision Device，简称NVD，也称夜視鏡），是透過光學科技強化黑暗中光源的科技裝置，通常用於軍事用途。目前在民用安防上也有广泛的用途。夜視鏡影像通常是單色綠色。

## 夜视仪分类及原理

### 微光夜视仪
原理:類似電視機，另一頭是增強目鏡一端的光度。可以說是最簡單的夜視儀。
特點:需要微弱但既成的光源，例如星光、月光、燈光、火光等，在全黑的環境無法使用。但因為原理簡單和造價低廉，而且完全漆黑的夜晚不常見，即使有也可以用人為不起眼的弱光補救。故自六十年代起便在越戰中為美軍大量地使用，後來因為發明了專用的紅外線照明彈，便成為至今應用最廣泛的夜視儀器。

### 主动式红外夜视仪
原理：仪器向外发射红外光束，照射目标，并将目标反射的红外图像转化成为可见光图像，从而进行夜间观察，军事上主要用于夜间瞄准、驾驶车辆、侦察照相等。本類是最早投入實戰的夜視鏡。
特点：不受照度的限制，全黑情况下可以进行观察，且效果很好，价格便宜。
但除非由車輛提供強大電源外，手提式的電池小型装置的观察距离近。另外在观察时很容易被对方发现，从而暴露自己。
但在微光夜視鏡出現後并未立即被淘汰，反而成為在近乎全黑的夜晚提供光源。
直到因為紅外線照明彈的出現才被普遍退役，现军事上已很少采用。
如今主要用于民用，造价相对要便宜些。

### 热成像红外仪
原理：热成像红外仪是根据凡是一切高于绝對零度以上的物体都有辐射红外线的基本原理、利用目标和背景自身辐射红外线的差异来发现和识别目标的仪器。
特点：由于各种物体红外线辐射强度不同、从而使人、动物、车辆、飞机等清晰地被观察到，而且不受烟、雾及树木等障碍物的影响，白天和夜晚都能工作。是目前人类掌握的最先进的夜视观测器材。但由于成本昂贵，目前只能被应用於军事上，雖热成像的应用范围非常广泛、电力、地下管道、消防医疗、救灾、工业检测等方面都有巨大的市场，但目前仍難以普及。

### 雷射夜视仪/夜视系统
原理：雷射夜视仪由激光測距儀發展而來的，和红外夜视仪原理差不多，只不过观测距离更远，最高可达几千米以上，而且解決了易被對方發現的問題，因為光束很狹只會被某個角度所看到。一般主要是用来监控。
特点：此类型产品广泛应用于边防、部队、公安、文物、基地、油田、工矿、厂区、渔场、林场、果园等场所和领域。
该设备适用于全天候，尤其是夜间零光照的最为理想的监视摄像系统，其监控距离从几米到数公里不等，是同类产品中经过实际应用检测的效果及质量俱佳的優秀高科技监控攝像產品，價格相當不菲。但由於其種種特性，市场上頗受歡迎。

## 歷史

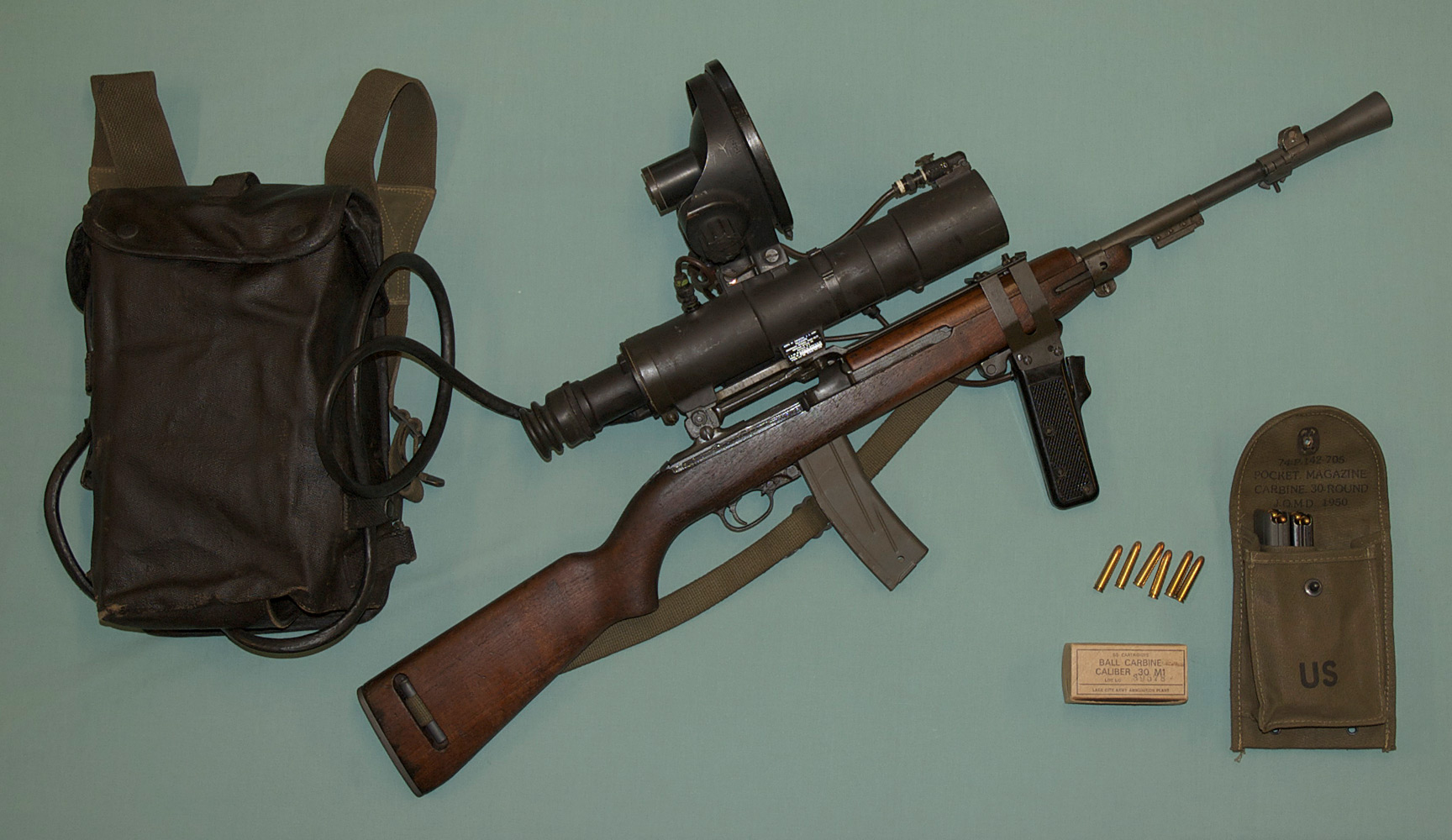
韓戰時使用的M3狙擊鏡

一戰經驗認為單純使用傳統的照明彈和望遠鏡，不足應付夜戰需要，二戰時代夜視鏡開始被德英美蘇等，軍事和科技大國投入實戰，一般來說認為越戰是第一次把夜視鏡普遍使用的戰爭。
二戰期間，美國、英國和德國開發了基本的紅外狙擊鏡和量產化(同時代蘇聯早期夜視鏡可靠性不高，所以狙擊步槍的夜視鏡未量產，所以主要供駕車用夜視鏡)，使用近紅外陰極和可見螢光粉的近紅外圖像轉換器，可用於夜間戰鬥。美軍在1945年向太平洋戰場投入了大約300台這樣的狙擊鏡，但狙擊鏡的觀察距離不到100碼，只能輔助外圍防禦，很少有人使用。這些狙擊鏡使用笨重的電池，並且需要非常大的主動紅外探照燈，以至於士兵不得不將它們安裝在卡車上。
一般認為越戰是第一次大量使用夜視鏡的戰爭，因為微光夜視鏡解決了主動紅外線夜視鏡的缺點後，便普遍使用。美國首次讓其當作標準装備的狙擊手，能夠經常在夜晚仍然可以射殺遠處單個的敵人，而沒有主動紅外線夜視儀被識別位置的危險。

## 光譜強化
人眼只能看見有限的可見光，光譜強化可以使人看見原本人眼看不見的光譜波段，藉此增加光源以看見東西。因為人看不見東西不代表周遭不存在其他的光源反射（例如近紅外線或紫外線光線）。有些動物就是以此原理能看見更寬廣的光譜，以在夜間活動。

## 對比強化

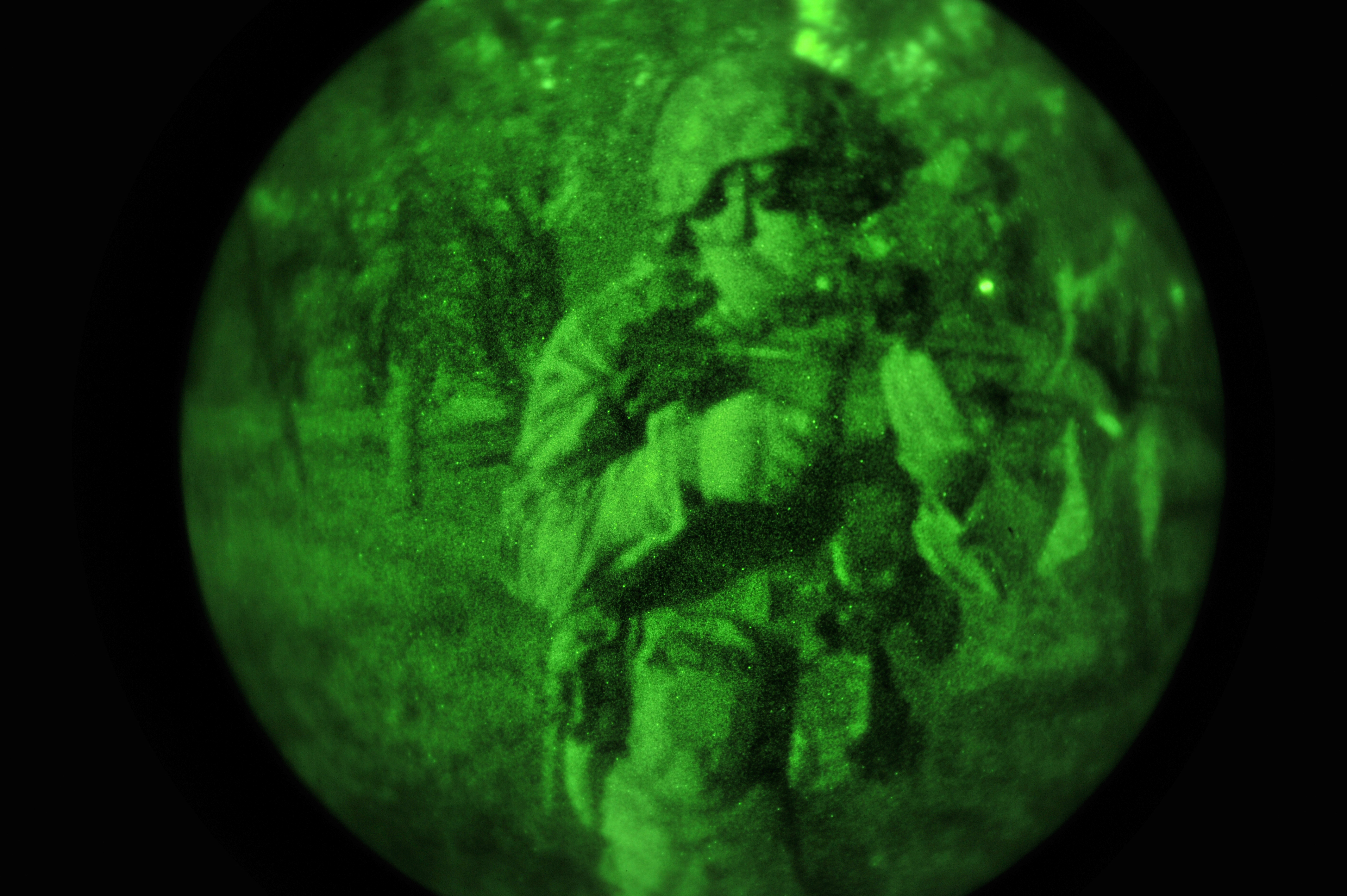
對比強化夜視鏡中另一位帶夜視鏡的兵

有時候光線太弱以致看不清楚東西或是看不遠。這時透過雜訊濾波強化模糊的輪廓，人腦就會組合成合理的影像使人看見。

## 夜视镜保养
在亮光下使用夜视仪对夜视仪损害最大。虽然夜视仪在超载时会自动切断回路来保护设备，但暴露在强光下会缩短夜视仪的使用寿命。而暴露在雨，雾甚至高湿度环境中也会损坏夜视仪设备。为在晚上使用考虑，夜视仪的设计使它可以承受短时间的强光或潮湿状况。夜视仪设备中有非常精密的真空管，因此务必注意防撞击和小心持握。清理夜视仪镜头的方法和清理相机镜头的方法一样。镜头有光学涂层，如果与粗糙材质接触容易被刮花，或者被灰尘渗入玻璃中。通常不需要拆下镜头来清理内部。如果长期不用，最好拆除电池后将夜视仪存放在凉爽干燥的地方。